# Geschichte der Britischen Inseln
Die Geschichte der Britischen Inseln war bis vor einigen hundert Jahren die Geschichte mehrerer Staaten, die verschiedene Gebiete Großbritanniens und Irlands beherrschten. Deshalb liegen getrennte Geschichtsartikel für die einzelnen Regionen vor:
- Geschichte Englands
- Geschichte von Wales
- Geschichte Schottlands
- Geschichte Irlands
  - Geschichte Irlands (bis 800 n. Chr.)
  - Geschichte Irlands (800–1536)
  - Geschichte Irlands (1536–1801)
  - Geschichte Irlands (1801–1922)
  - Irischer Freistaat (1922–1937)
  - Irland (1937–1949)
  - Irland seit 1949
  - Geschichte Nordirlands (seit 1920)

Andererseits sind diese Gebiete zeitweise zusammengewachsen, dann auch wieder getrennt worden, so dass zusätzlich die Geschichte des unter englischer Vorherrschaft vereinigten Königreichs vorliegt.
- Geschichte des Königreichs Großbritannien (1707–1800)
- Geschichte des Vereinigten Königreichs (seit 1800)
  - Geschichte des Vereinigten Königreichs von Großbritannien und Irland (1800–1921)
  - Geschichte des Vereinigten Königreichs von Großbritannien und Nordirland (seit 1921)

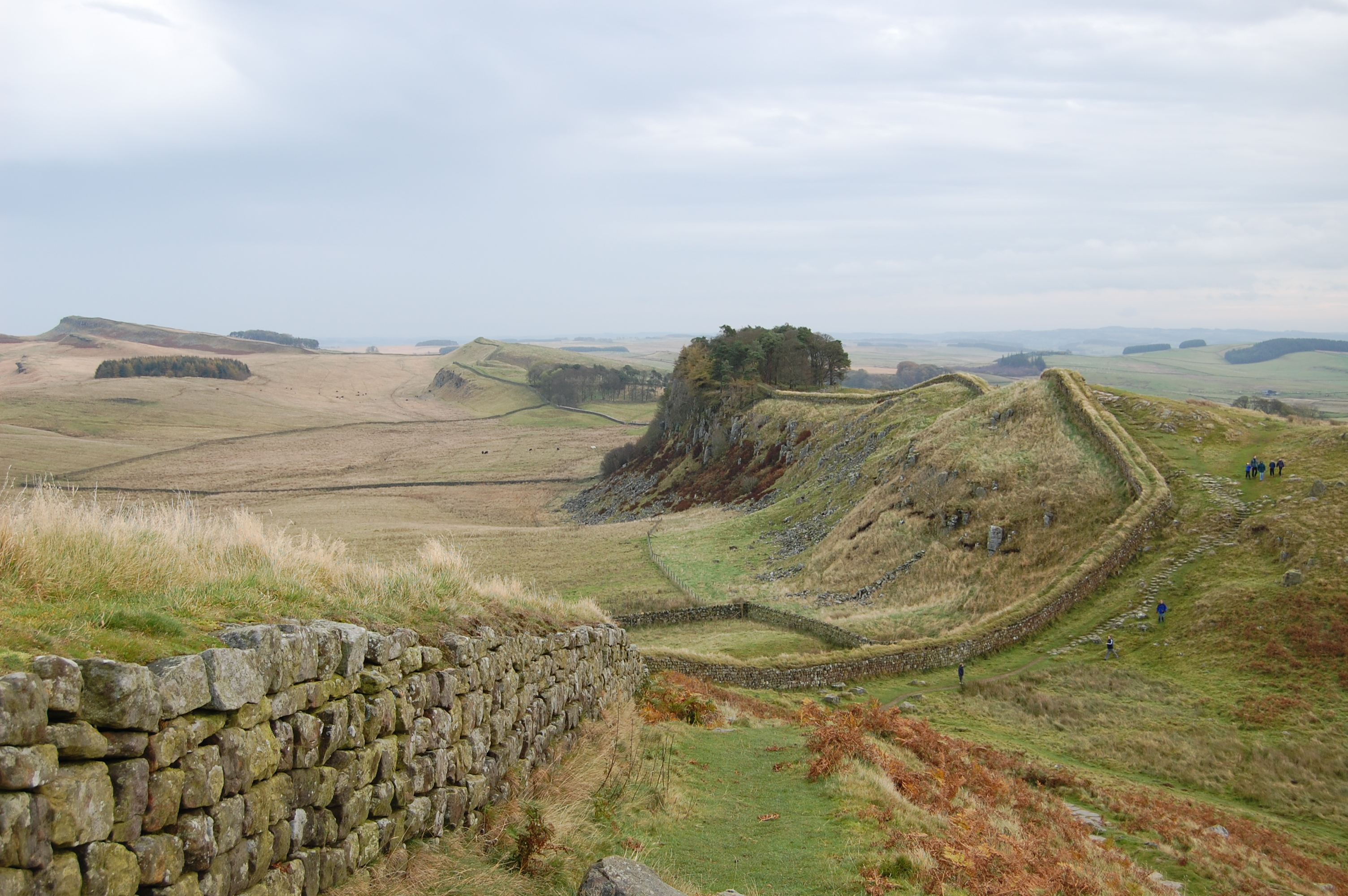
Der Hadrianswall

Damit aber auch ein Überblick über Entwicklungen gewonnen werden kann, die kleinere Teilräume oder auch einen größeren Zusammenhang betrafen, werden hier Verweise auf umfassendere Artikel und kurze Darstellungen zu übergreifenden Zusammenhängen angeboten:
- Prähistorische Zeit (bis 43 n. Chr.)
- Römische Zeit (44–410)
- Britisches Weltreich
- Commonwealth of Nations
- Verfassungsgeschichte des Vereinigten Königreichs
- Politisches System des Vereinigten Königreichs

## Frühmittelalter

### Heptarchie

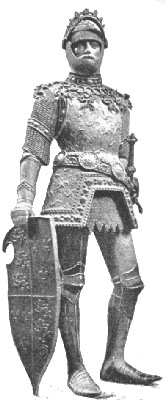
König Artus

Nur wenige Angehörige der Inselvölker konnten lesen oder schreiben, so dass die Jahre zwischen 400 n. Chr. und 800 n. Chr. oft als dunkles Zeitalter bezeichnet werden. Es gibt so gut wie keine schriftlichen Aufzeichnungen aus jener Zeit. Legenden und Sagen wie etwa König Arthurs Tafelrunde haben ihren Ursprung in dieser Zeit.
Trotz der fast vierhundertjährigen Besatzung der Insel hinterließen die Römer, abgesehen von Bauten und Gegenständen, wenig Kultur. Brutaler und nachhaltiger drückten zunächst ihre Nachfolger der Insel ihren Stempel auf. Germanische Stämme, Jüten, Angeln und Sachsen, fielen plündernd und mordend in das von den Römern verlassene Gebiet ein und erstickten in weiten Bereichen das römisch geprägte Leben der Kelten. In der Folge gründeten die neuen Herren auf dem Boden des heutigen Englands und teilweise auch Schottlands sieben kleinere Königreiche, die so genannte Heptarchie.
- Kent
- Essex
- Wessex
- Sussex
- Mercia
- East Anglia
- Deira und Bernicia, das spätere Northumbria

Letzteres erstreckte sich von York die Ostküste hinauf bis in das Gebiet des heutigen Edinburgh. Es wurde das größte Königreich auf dieser Vielvölkerinsel.
Während die Briten christlich geblieben waren und die Mission über den Einfluss des Hl. Patrick, der in Irland wirkte, im 6. Jahrhundert auch Schottland erreichte, blieben die Angelsachsen zunächst bei ihrem germanischen Heidentum. Mit der Bekehrung der Könige von Kent durch Augustinus 597 begann dann das christliche Zeitalter Englands, das mit dem Wirken Bedas um 700 einen ersten Höhepunkt erlebte.
Unter den sieben Königreichen zeigte sich im 7. Jahrhundert eine Dominanz Northumbrias, die im 8. Jahrhundert von der Mercias (unter Offa) abgelöst wurde, ehe im 9. Jahrhundert der Aufstieg von Wessex einsetzte.

### England
Beginnend mit dem Raubzug auf das Kloster Lindisfarne im Jahr 793 folgten viele weitere Raubzüge der Wikinger auf England. Zuerst gab es nur Plünderungen, später aber begannen die Wikinger auch, in England zu siedeln und Handel zu treiben. Das von den Wikingern beherrschte Gebiet wurde Danelag (engl. Danelaw) genannt und ab 884 von den anderen Königreichen anerkannt. Heute gibt es noch viele Spuren der Wikinger in England; es gibt zum Beispiel noch viele Wörter in der englischen Sprache. Die Gemeinsamkeiten der alten englischen Sprache und der alten nordischen Sprache führte zu großem Austausch. York war eine Wikingersiedlung, die damals Jórvík genannt wurde.
Alfred der Große trat der dänischen Bedrohung entgegen und konnte im Jahr 878 ein großes dänisches Heer bei Eddington schlagen. Er einigte sich aber mit ihnen über die Errichtung des Danelag (s. o.). Er nahm schließlich London ein und gab dem Reich damit ein Zentrum, während sich zum ersten Mal ein englisches Nationalbewusstsein (vgl. Entstehung Englands) bemerkbar machte. Alfreds Nachfolger schufen ein Verwaltungssystem, bei dem als Kronbeamte Sheriffs an der Spitze einer Grafschaft, eines Shire, standen, wobei mehrere Grafschaften zu einem Earldom zusammengefasst wurden, das einem Earl unterstand.
König Æthelstan konnte 936 die Cornwaller aus Exeter vertreiben und zog eine Linie am Außenrand seines Königreiches Wessex, am Fluss Tamar. Er nannte sich Rex totius Britanniae (König aller Briten), konnte Wales und Schottland aber nur unter eine lose Oberhoheit bringen. Dagegen eroberte er Northumbria dauerhaft. Nach 930 wurden seine Urkunden von einer einzigen Kanzlei in Winchester hergestellt, was auf eine Art Hauptstadt seines Königreiches schließen lässt.
König Æthelred führte auf Anraten des Erzbischofs Sigeric von Canterbury als erster mittelalterlicher Herrscher eine allgemeine Steuer, das Danegeld, ein. Damit zahlte er um 991 nach der verlorenen Schlacht von Maldon in Essex 10.000 Pfund (3.732 kg) Silber Tribut an die Wikinger, um ihren Abzug zu erkaufen. 1002 heiratete er die normannische Herzogstochter Emma in Erwartung normannischer Unterstützung gegen die Wikinger. Damit legte er einen Grundstein für die spätere normannische Eroberung Englands. Er floh 1013 vor Sven Gabelbart in die Normandie und starb 1016.

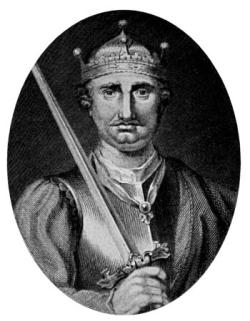
Wilhelm der Eroberer

Sein Nachfolger wurde der Däne Knut der Große, der England und Dänemark in Personalunion regierte (s. Nordseereich). Er heiratete die Witwe Æthelreds und konvertierte zum Christentum. 1028 eroberte er Norwegen. Dessen Christianisierung begann mit angelsächsischen Priestern.
Mit Eduard dem Bekenner (1042–1066) übernahm dann wieder ein Angelsachse den englischen Thron. Doch hatte er bis zu seinem 38. Lebensjahr in der Normandie gelebt und bevorzugte normannische Adlige an seinem Hof. In manchen Bereichen bereitete er die Herrschaftsorganisation vor, die die normannischen Könige dann durchsetzen sollten, insbesondere die direkte königliche Einsetzung von Klerikern auf Verwaltungsposten und Bischofsstühle nach dem Vorbild des ottonischen Reichskirchensystems.
Harold Godwinson erreichte, dass Eduard ihn zu seinem Nachfolger bestimmte. Bei der Schlacht von Stamford Bridge konnte er eine norwegische Invasionsarmee unter Harald III. zurückschlagen. Doch nur gerade drei Wochen später, am 14. Oktober 1066, unterlagen die geschwächten britischen Truppen in der Schlacht bei Hastings der Invasionsarmee unter Führung Wilhelms von der Normandie (auch Wilhelm I. von England oder Wilhelm der Eroberer genannt). Die Normannen führten deren effektives Lehnssystem ein. Wilhelm befahl die Erstellung des Domesday-Buches, welches die Erfassung von Steuern der gesamten Bevölkerung, ihrer Ländereien und Besitztümer regelte. Außerdem enteignete er die angelsächsischen Adligen und setzte normannische an ihre Stelle.
Das englische Mittelalter war von vielen Bürgerkriegen, internationalen Kriegen, gelegentlichem Aufruhr und umfassenden politischen Intrigen in der Aristokratie und der königlichen Oberschicht gekennzeichnet. Heinrich I., auch bekannt als Heinrich Beauclerc, arbeitete hart für Reformen, stabilisierte das Land und glättete die Wogen zwischen der angelsächsischen und normannischen Gesellschaftsschicht. Der Verlust seines Sohnes Wilhelm 1120 sollte seine Reformen untergraben.

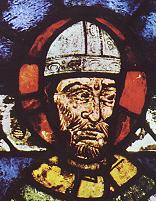
Thomas Becket – Fenster der Kathedrale in Canterbury

Der Herrschaft von Stephan (1135–1154) folgte ein größerer Wechsel des Gleichgewichts der Mächte in Richtung der feudalen Barone und England versank in Bürgerkrieg und Gesetzlosigkeit. Die Zeit des Aufstands und Bürgerkriegs dauerte bis 1148. Stephan konnte bis zu seinem Tod 1154 ungehindert weiterregieren. 1153 traf er eine Übereinkunft mit Heinrich von Anjou (dem späteren König Heinrich II. von England), die Frieden zwischen ihnen unter der Bedingung garantierte, dass die Krone in den Besitz von Heinrich übergehen sollte. Heinrich II. aus dem Haus Plantagenet begründete das Angevinische Reich. Unter seiner Herrschaft erstarkte das Königtum wieder, auch im Verhältnis zur Kirche. Die Konstitutionen von Clarendon 1164 führten zwar zum Widerstand des Kanzlers Thomas Becket, Erzbischof von Canterbury, doch wurde dieser 1170 ermordet. 1171 begann die Eroberung Irlands. Richard Löwenherz kämpfte erfolgreich im 3. Kreuzzug, doch geriet er bei seiner Rückkehr auf dem Landweg in die Gefangenschaft des österreichischen Herzogs Leopold V. und Heinrichs VI. Nachdem für seine Freilassung 1194 ein hohes Lösegeld gezahlt worden und er in sein Reich zurückgekehrt war, kämpfte er erfolgreich gegen Philipp II. August von Frankreich, doch gelang es ihm nicht, alle Gebiete zurückzuerobern, die in der Zeit seiner Abwesenheit verloren gegangen waren. So begann ein Schrumpfungsprozess des Angevinischen Reiches. In den folgenden Jahren konzentrierte Richard sich auf die Auseinandersetzung mit dem aufständischen Adel in Aquitanien. Bei der Belagerung der Burg Chalus wurde er von einem Armbrustbolzen getroffen und starb am 6. April 1199. Die Herrschaft übernahm sein Bruder Johann Ohneland. Als dieser in der Schlacht bei Bouvines (1214) einen noch weit größeren Teil seiner Festlandsbesitzungen verlor, trotzte ihm der Adel eine Reihe von Zugeständnissen ab, die in der Magna Carta von 1215 festgelegt sind. Auf die Regierungspraxis wirkte sich diese Carta freilich erst unter Heinrich III. stärker aus, weil dieser nach der Eroberung Londons durch die Franzosen entscheidende Unterstützung durch den Adel erhalten hatte und diesen daher stärker in seine Regierungsentscheidungen einbezog.

### Wales
Wales war im Frühmittelalter in eine Vielzahl kleiner Gebiete aufgeteilt und nur selten konnte ein Herrscher das gesamte Gebiet einen, wie es Rhodri Mawr während des 9. Jahrhunderts gelang. Rhodris Enkel Hywel Dda konnte ein gemeinsames Recht schaffen, doch nach seinem Tod wurde das Land erneut geteilt. Ein Rechtsbrauch, der aus keltischer Zeit übernommen worden war, führte zu ständigen Fehden, nämlich das Erbrecht aller Söhne, auch der illegitimen.

### Schottland
Lange wurde angenommen, die Pikten seien von den eindringenden Mächten der Skoten, Britonen, Angeln und Wikinger vernichtet worden. Inzwischen sprechen viele Anzeichen gegen diese Annahme. In nachrömischer Zeit bestanden im schottischen Raum mehrere piktische Königreiche. Im 6. Jahrhundert siedelten sich dann gälischsprachige Iren im heutigen Argyll im Westen an und gründeten dort das Königreich Dalriada (Dal Riata). Im siebten Jahrhundert widersetzten sich die Pikten aber mehr und mehr dem Vordringen der gälischen Dalriadianer.
Kenneth MacAlpin, der skotische König von Dalriada, ließ sich um 843 schließlich auch zum König der Pikten ernennen. Erstmals wurden damit die zwei Völker vereint und über den größten Teil des heutigen Schottlands regierte ein allein herrschender König. Diese Region wurde zunächst Alba genannt, und Kenneth wie auch die nachfolgenden Könige wurden in den folgenden 60 Jahren immer noch als 'Könige der Pikten' bezeichnet.

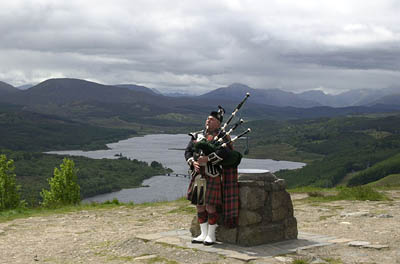
Dudelsackspieler in den Highlands

In den darauf folgenden knapp zweihundert Jahren wurde Alba von einer ganzen Reihe von Königen regiert. Die Nachfolge wurde durch die Tradition der Tanistry entschieden, das heißt, ein Mitglied der königlichen Familie wurde vorab zu diesem Amt des neuen Königs bestimmt. (vgl. Designation)
Unter den Nachfolgern Kenneth MacAlpins wurden die Pikten und die Skoten langsam zu einem einheitlichen Volk. Das neue Königreich war recht uneinheitlich strukturiert. Die Lowlands waren nach dem anglo-normannischen Lehnswesen organisiert. In den Highlands hingegen hielten sich die patriarchalischen Clanstrukturen keltischen Ursprungs. Wegen der fortdauernden blutigen Überfälle der Wikinger und der Auseinandersetzungen mit den Hochlandclans konnten die schottischen Herrscher nur mit Mühe ihre Unabhängigkeit gegenüber den englischen Nachbarn aufrechterhalten. England gewann durch geschickt arrangierte Ehen mit dem schottischen Königshaus immer mehr Einfluss.

### Irland
Das frühchristliche Irland von 450 bis etwa 800 mit einer eigenständigen keltischen Kirche war durch Bildung und Kultur in Europa führend und entwickelte eine ausgedehnte Missionskultur. Irische Missionare waren in ganz Westeuropa tätig. Zu ihren bedeutendsten Klostergründungen gehört St. Gallen (ca. 750). Da Irland auf lateinisch „Scotia Major“ hieß, nannte man diese Mönche auch „Schotten“ oder „Iroschotten“. Zu den Klostergründungen der „Schotten“ gehört das Schottenstift in Wien. Die Handschrift Book of Kells ist eines der bedeutendsten Kunstwerke jener Zeit, das heute noch erhalten ist.

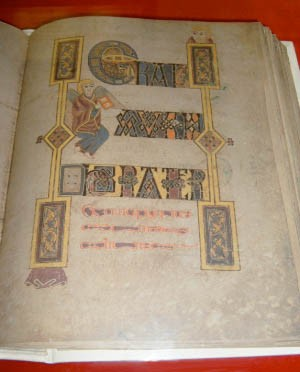
Book of Kells

Politische Uneinigkeit sowie Überfälle der Wikinger (seit 795) läuteten das Ende dieser Zeit ein. Die Wikinger kamen aus Norwegen, hatten schon Orkney und Shetland besiedelt, und erreichten danach Irland. Nach der ersten Zeit der Überfälle begannen sie, permanente Siedlungen zu errichten. Diese waren die ersten eigentlichen Städte in Irland, aus denen z. B. Dublin, Wexford und Waterford hervorgingen.
Das Endergebnis vieler Kriege war eine Stärkung und schließlich Dominanz von Tara über das restliche Irland, bei dem auch die Wikinger in Irland ihre Unabhängigkeit einbüßten.
Das Ende des 10. Jahrhunderts sah eine Rückkehr zu einer geeinten irischen Regierung unter dem Hochkönig Brian Boru, der im Jahr 1002 alleiniger und unumstrittener Herrscher Irlands wurde und 1014 die Wikinger bei der Schlacht von Clontarf besiegte.
Das geeinte Irland erlebte in den folgenden 150 Jahren eine Zeit relativen Friedens und machte Fortschritte in Kunst und Kultur (Literatur, Handschriften, Bauwerke im romanischen und gotischen Stil). Diese Zeit endete mit der Invasion der Normannen unter Heinrich II. im Jahr 1169, die durch innerirische Konflikte ausgelöst und gefördert wurde.

## Vom Hochmittelalter bis zur frühen Neuzeit

### England
Der Anspruch Eduards III. auf den französischen Thron war der Auslöser für den Hundertjährigen Krieg, der offiziell 1453 ein Ende fand. Der Konflikt verlief in mehreren Phasen, mit bedeutenden Kampfhandlungen wie der Schlacht bei Crécy und der Schlacht von Azincourt. Allerdings belastete er den Staatshaushalt, während die Beulenpest, die sich in ganz Europa ausbreitete, England 1349 erreichte und etwa ein Drittel der Bevölkerung tötete. Die schließlich eintretenden Misserfolge im Hundertjährigen Krieg waren mit ein Grund für die Rosenkriege, einen sich über Jahrzehnte hinziehenden Konflikt zwischen dem Haus Lancaster und dem Haus York um die Krone. Dieser endete mit dem Sieg von Henry Tudor, Heinrich VII., in der Schlacht von Bosworth 1485.

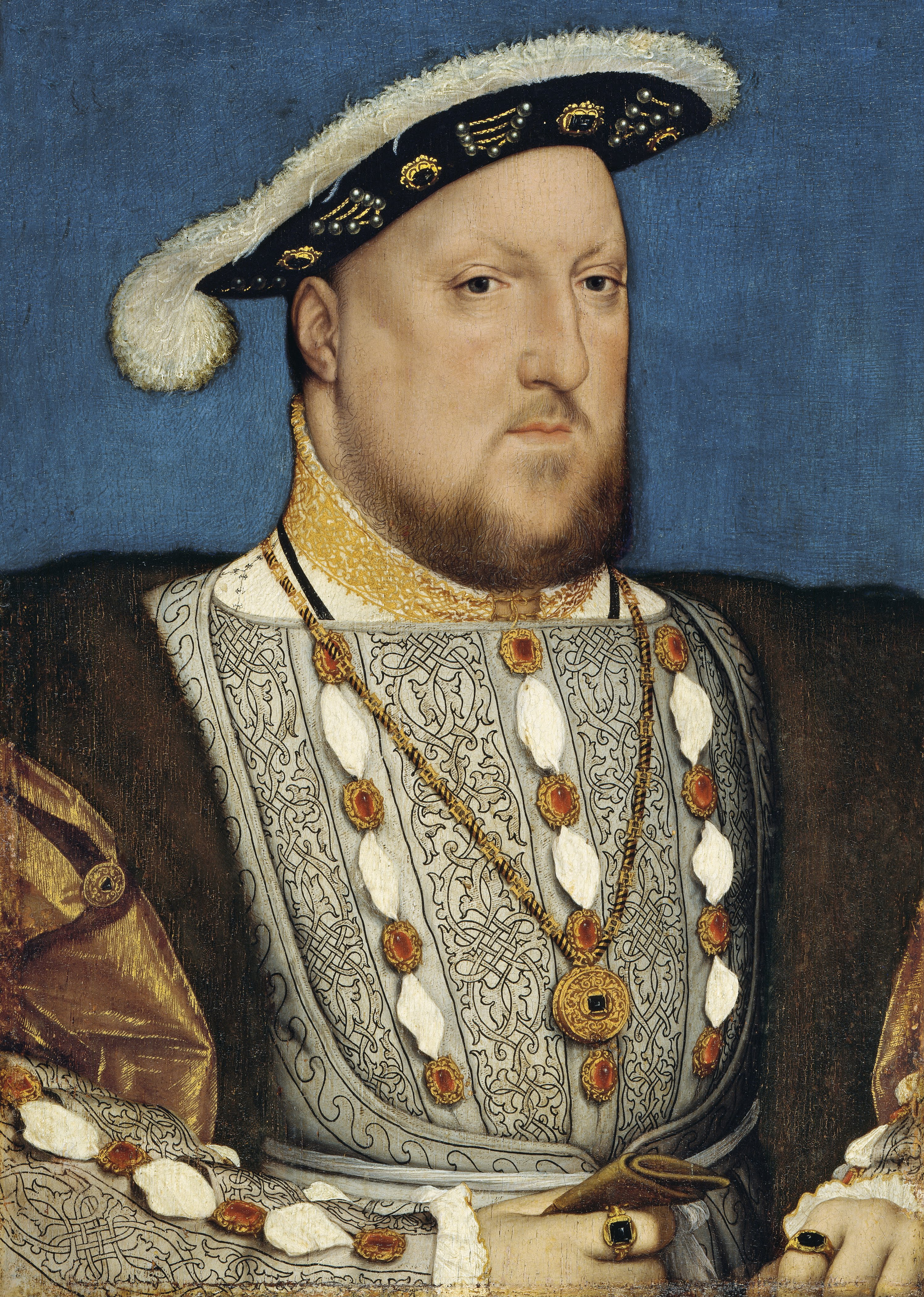
Heinrich VIII. von England

König Heinrich VIII. überwarf sich mit der Römisch-katholischen Kirche wegen seiner Scheidung von Katharina von Aragon. Obwohl seine religiöse Position nicht unbedingt protestantisch war, resultierte das Schisma in der endgültigen Abwendung Englands von der römischen Kirche. Ein bemerkenswertes Opfer des Schismas war Heinrichs Kanzler Thomas Moore (Thomas Morus). Es folgte eine Zeit großer religiöser und politischer Unruhe, die zur Reformation führte, der königlichen Zwangsenteignung von Klöstern und Reichtümern der Kirchen.
Heinrichs Töchter, Maria I. und Elisabeth I., bekannten sich zu gänzlich unterschiedlichen Positionen. Ihre Regentschaften (besonders die Marias) waren von religiösen Verfolgungen geprägt. Die katholische Maria war mit Philipp II. aus dem ebenfalls streng katholischen Spanien verheiratet. Sie wurde 1553 gekrönt. Ihre entschlossenen Versuche, den Protestantismus nach ihrem Amtsantritt zu unterdrücken, brachten ihr den Beinamen „Bloody Mary“ ein.

### Wales und Cornwall
Unter ihrem letzten Prinzen Owain Glyndŵr unternahmen die Waliser noch einen Versuch, die englische Herrschaft abzuschütteln, doch sein Einmarsch nach England von 1405 (in die Nähe von Worcester) blieb trotz französischer Unterstützung erfolglos, ebenso wie sein Guerillakampf, den er noch bis 1412 fortsetzte.
1497 führte Michael An Gof Rebellen aus Cornwall in einem Marsch auf London. In einem Kampf am Fluss Ravensbourne in der Schlacht von Deptford Bridge, kämpften An Gof und seine Männer am 17. Juni 1497 für die Unabhängigkeit Cornwalls, wurden aber besiegt. Dieser Kampf war die letzte größere Rebellion bis zum Bürgerkrieg.

### Schottland
1157 trat Malcolm IV. „the Maiden“ (1153–1165), Northumbrien an Heinrich II. ab. Sein Bruder William I. (1165–1214) wurde gezwungen, sich der englischen Lehnsherrschaft zu unterstellen. Alexander II. (1214–1249) gelang es dann begrenzt, die königliche Autorität innen- und außenpolitisch wiederherzustellen, doch verlor er die reichen schottischen Besitztümer auf englischem Boden. Sein Sohn Alexander III. schlug die Wikinger in der Schlacht von Largs im Jahr 1263 endgültig. Während seiner Regierungszeit begannen die Schotten, sich als ein einheitliches Volk zu sehen.
Doch schon unter Edward I. von England kam Schottland unter englisches Recht und englische Verwaltung. Daraufhin schloss Schottland mit Frankreich die Auld Alliance zur gegenseitigen Unterstützung gegen den gemeinsamen Feind England.

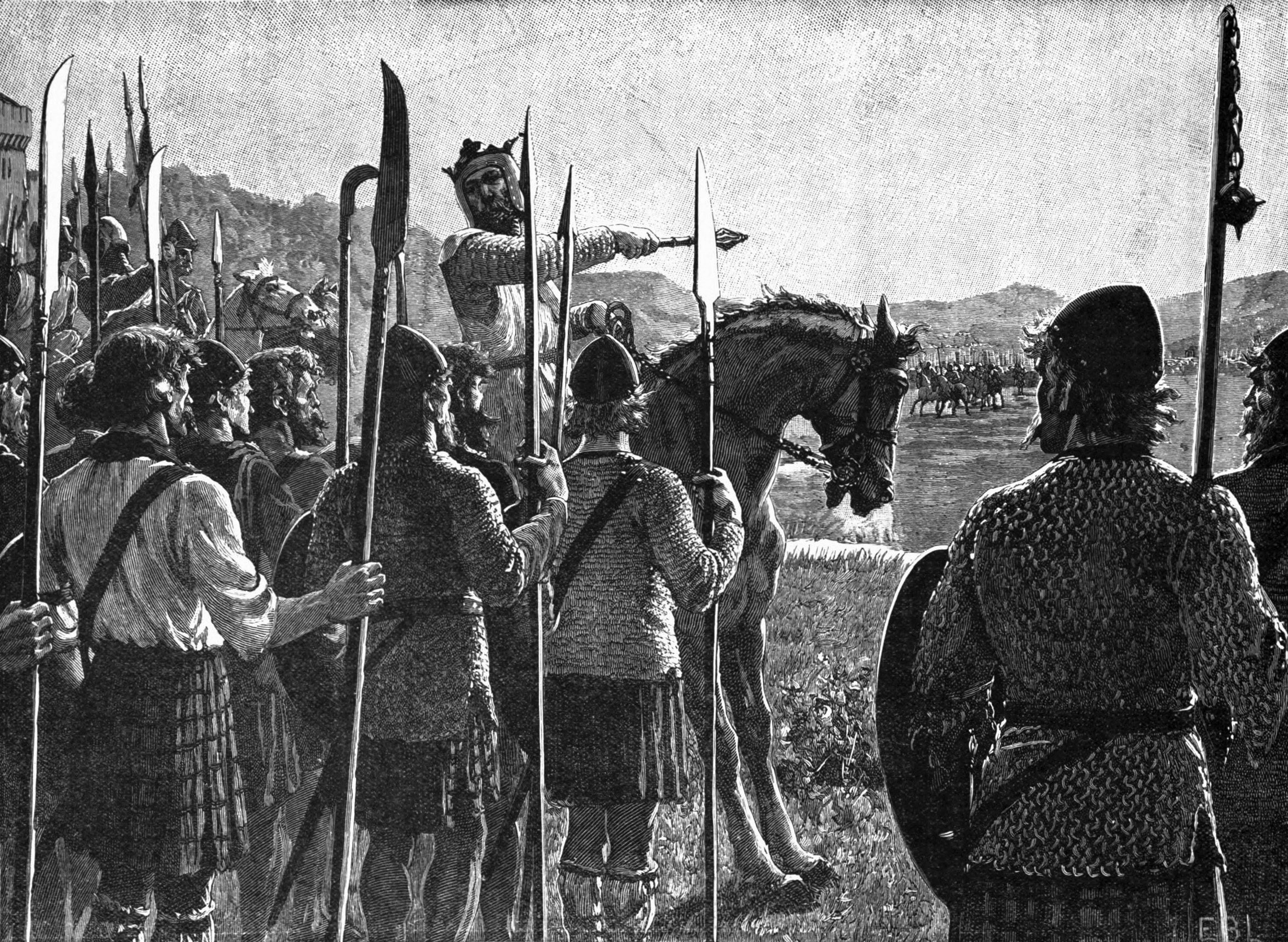
Robert Bruce vor der Schlacht von Bannockburn

Dann begann der schottische Unabhängigkeitskampf. 1297 vernichtete William Wallace in der Schlacht von Stirling Bridge ein Heer Edwards I. mit etwa 10.000 Rittern, doch wurde er 1305 in London hingerichtet. So wurde er zum schottischen Märtyrer und Nationalhelden. Darauf besiegte Robert the Bruce 1314 in der Schlacht von Bannockburn mit 8.000 Mann etwa 24.000 Engländer unter Edward II. 1328 wurde die Unabhängigkeit Schottlands durch den englischen König Edward III. im Abkommen von Edinburgh und Northampton anerkannt.
Während der Rosenkriege, die England schwächten, blühte Schottland vergleichsweise auf.
Doch wurde es von Frankreich und Spanien in erfolglose Kriege mit England hineingezogen (siehe Schlacht von Flodden Field). Seit der Reformation gab es dann auch ein kirchliches Element in diesen internationalen Beziehungen. Weil der Papst die Scheidung von seiner Frau Katharina von Aragon nicht akzeptierte, löste sich 1534 dann auch der englische König Heinrich VIII. von Rom. (vgl. England)
So versuchte der Papst, Schottland unter seinen Einfluss zu bringen, um einen Stützpunkt für die Gegenreformation unter der Führung Spaniens oder Frankreichs zu gewinnen. Um dem zuvorzukommen, bot Heinrich VIII. deshalb dem jungen Jakob V. seine Tochter Maria (später Mary „die Katholische“) zur Frau an. Doch dieser heiratete 1537 Madeleine, eine Tochter des französischen Königs Franz I. und in zweiter Ehe Marie de Guise. So kam es zum Konflikt mit Heinrich VIII. und 1542, wenige Tage nach der Schlacht von Solway Moss, starb Jakob. Sein einziges legitimes Kind, die gerade mal sechs Tage alte Mary, wurde seine Nachfolgerin.

### Irland
1171 erklärte sich Heinrich II. zum König von Irland und verteilte Ländereien als Lehen an anglo-normannische Barone. Mit der Konsolidierung der anglo-normannischen Vorherrschaft ging die erste zentrale Verwaltung Irlands (insbesondere unter König Johann Ohneland (John Lackland) 1199–1216) und die Gründung vieler Städte einher. Viele der bedeutenden Kathedralen Irlands stammen ebenfalls aus dieser Zeit. Nur im Südwesten und Nordwesten behielten irische Fürsten die Kontrolle über einige entlegene Fürstentümer.
1297 wurde das erste irische Parlament eingerichtet. Im Verlauf des 14. Jahrhunderts kam es in Irland mehrfach zu Erhebungen gegen die englische Oberhoheit, die vor allem in Connacht aufflammten. Während des Hundertjährigen Kriegs und den darauf folgenden Rosenkriegen nahm der englische Einfluss ab. Zwar machte das 1494 unter Heinrich VII. geschaffene Poynings’ Law die Beschlüsse des irischen Parlaments von der Zustimmung des englischen Königs abhängig, doch übte England faktisch nur über den Pale, einen Landstreifen im Osten Irlands, eine direkte Herrschaft aus.
Unter Heinrich VIII. wurde Irland 1542 direkt der englischen Krone unterstellt. Zudem wurden sämtliche Kirchengüter auf der irischen Insel eingezogen. Sowohl die Iren als auch die meisten Siedler aus anglo-normannischer Zeit verblieben aber beim katholischen Glauben. Eduard VI. befürchtete, dass ausländische Mächte wie Spanien das überwiegend katholische Irland gegen England ausspielen könnten und begann mit der gezielten Ansiedlung von Engländern im Gebiet außerhalb des Pale. Deshalb kam es 1568 und 1579 zu Aufständen, doch erst Hugh O’Neill gelang mit spanischer Unterstützung die Aufstellung eines Heeres. 1595 brach dann ein Aufstand in Ulster aus, der rasch auf ganz Irland übergriff und erst 1603 niedergeschlagen werden konnte.

## Der Weg zum Vereinigten Königreich

### England
Unter Elisabeth I. (1558–1603) stieg England zur stärksten Seemacht auf. Das geschah notwendigerweise in Auseinandersetzung mit dem bis dahin führenden Spanien. Doch die Unterstützung von englischer Piraterie und die Angriffe auf Kolonien und Silbertransporte mussten Spanien noch besonders reizen, zumal Elisabeth mit der Suprematsakte von 1559 den Protestantismus wieder einführte. Die Spanier versuchten deshalb 1588 eine Invasion in England, aber die vom Unglück verfolgte Spanische Armada wurde durch eine Kombination von Seegefechten und schlechtem Wetter besiegt.
Nach Elisabeths Tod fiel die englische Krone an König Jakob VI. von Schottland. Als Jakob I. (1603–1625) vereinte er 1603 beide Länder in Personalunion und bezeichnete sich seit 1604 als König von Großbritannien. Diese Personalunion bedeutete das Ende der schottischen Selbständigkeit, auch wenn der Vollzug des Anschlusses noch ein Jahrhundert auf sich warten ließ. England war wirtschaftlich und machtpolitisch um ein Mehrfaches stärker als Schottland.

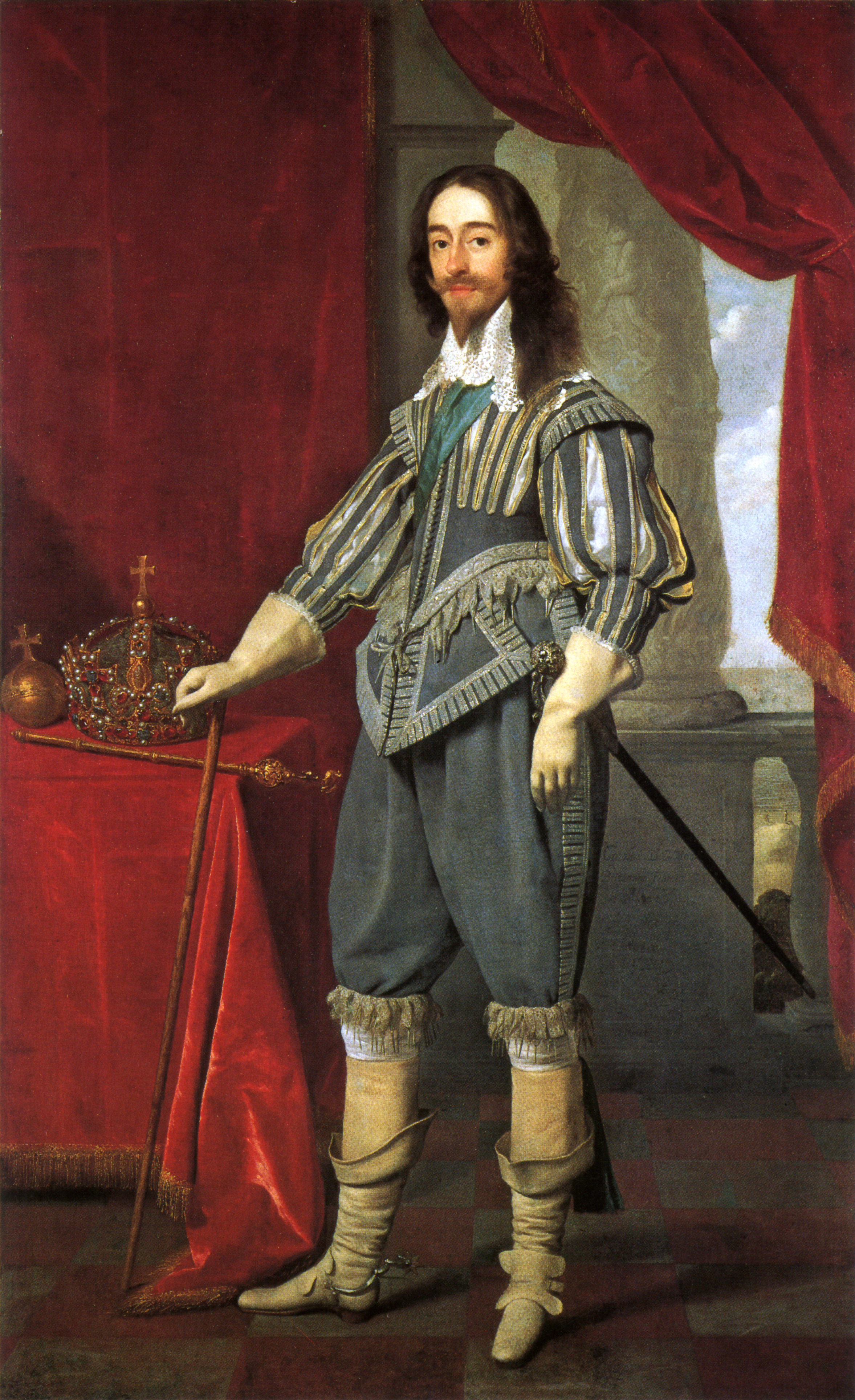
Karl I. von England

Zwar war Jakob Protestant und seine Thronfolge, anders als die seiner katholischen Mutter Maria Stuart, unbestritten, doch war er auch ein überzeugter Anhänger des Absolutismus. Er musste deshalb zwangsläufig in Konflikt mit dem englischen Parlament geraten, das seit etwa 300 Jahren in steigendem Umfang die politischen Entscheidungen mitbestimmt hatte. Dieser Konflikt sollte freilich erst unter seinem Nachfolger Karl I. ausgetragen werden.
Weil der irische Aufstand von 1595 von Ulster ausgegangen war, siedelte Jakob dort in großem Umfang protestantische englische und schottische Siedler an. Damit erreichte er in der Tat eine größere Loyalität dieser Region zur britischen Krone, andererseits legte er damit den langfristigen religiösen Gegensatz in der Provinz an.
Jakobs Nachfolger Karl I. (1625–1649) geriet wegen seiner katholischen Ehe und seiner Steuererhebung ohne parlamentarische Zustimmung in Konflikt mit dem Parlament. Dieses forderte 1628 in der Petition of Rights die ausdrückliche Bestätigung seiner Rechte. Weil er wegen seiner Beteiligung am Dreißigjährigen Krieg in Finanznöten war, stimmte der König offiziell zu, doch löste er 1629 das Parlament auf und regierte von da an völlig absolutistisch. Doch 1640 musste er wieder das Parlament einberufen, um die Bekämpfung religiöser Unruhen in Schottland zu finanzieren. Das kurze und das unmittelbar folgende Lange Parlament waren von häufigen Konflikten mit der Krone geprägt.
Schließlich brach 1642 der Bürgerkrieg aus; Oliver Cromwell ging daraus als Führer und Sieger hervor. Er kämpfte gemeinsam mit den Puritanern und den Kleinadligen („Commons“) gegen die Lords und den König. Es folgte zwischen 1649, dem Jahr der Hinrichtung Karls I., und 1660 eine kurze republikanische Phase (Commonwealth of England), wobei es sich de facto um eine Militärdiktatur Cromwells handelte. Dieser legte mit der Navigationsakte 1651 eine wichtige Grundlage für die Seeherrschaft Englands. Nach seinem Tod 1658 übernahm kurzfristig sein Sohn Richard Cromwell die Macht, doch konnte er sich nicht halten, so dass 1660 Karl II. ins Land gerufen wurde. Karl versprach allgemeine Religionsfreiheit, musste dann aber 1673 in der Testakte eine Bevorzugung der Protestanten zugestehen. 1679 erließ er auf Druck des Parlaments die Habeas-Corpus-Akte. Er war beim Volk sehr beliebt und sorgte für eine kurze Zeit des Friedens und der kulturellen Blüte.
Sein Nachfolger Jakob II. (1685–1688) hob als Katholik die Testakte wieder auf und wurde daher vom Parlament abgesetzt. An seiner Stelle wurde sein evangelischer Schwiegersohn Wilhelm von Oranien (1689–1702) ins Land gerufen, der in der Bill of Rights (1689) die konstitutionelle Beschränkung der Macht des Königs akzeptierte.

### Schottland
Jakob I. zog nach London und kam während seiner Regierungszeit nur einmal (1617) nach Schottland. Er versuchte zwar, neu zu vergebende Ämter gleichmäßig mit Engländern und Schotten zu besetzen und eine weitgehendere Union der beiden Staaten voranzubringen. Doch musste er das bald zugunsten einer stärkeren Beteiligung der Engländer aufgeben.
Jakobs zweiter Sohn Karl I. wurde zwar in Schottland geboren, wuchs jedoch in England auf und war bei seiner Thronbesteigung 1625 mit den schottischen Verhältnissen nicht sehr vertraut. Die größten Probleme im Umgang mit Schottland bereiteten ihm sein vollständiges Festhalten am Gottesgnadentum der Krone sowie sein Versuch, die episkopale anglikanische Kirchenordnung im schon seit 1560 calvinistisch reformierten Schottland durchzusetzen, in dem die Church of Scotland eine bischöfliche Hierarchie zugunsten der presbyterialen Kirchenverfassung ablehnte.
1638 schlossen sich der reformierte schottische Adel und das Bürgertum in dem so genannten National Covenant zusammen, in der sie die Unabhängigkeit der neuen, reformierten Kirche von weltlichen Einflüssen und die Abschaffung der alten Hierarchien zugunsten eines Presbyteriums forderten. Die Mitglieder der Bewegung nannten sich seitdem „Covenanters“.
Auf ähnliche Widerstände stieß Karl I. auch in England. Im Laufe des Bürgerkriegs unterzeichnete das englische Parlament einen „Solemn League and Covenant“, um die Unterstützung der Schotten zu erhalten. Dieser Akt verpflichtete es den Covenanters gegenüber, den Presbyterianismus auch in England und Irland einzuführen und dazu auch noch eine hohe Geldsumme zu zahlen. Dennoch bildete sich in Schottland unter James Graham, dem Earl of Montrose, eine Royalistenstreitmacht in den Highlands, die die Covenanters bitter bekämpfte, jedoch niemals die Unterstützung der Lowlands erlangte und mit der Niederlage des Königs aufgelöst wurde.
Zunächst kämpfte die Mehrzahl der Schotten also für die Sache des englischen Parlaments, doch über die Hinrichtung des Königs 1649 waren so viele empört, dass sie seinen Sohn Karl II. in Edinburgh zum König ausriefen und 1651 bei Scone inthronisierten. Er sollte der letzte König sein, der dort gekrönt wurde.
Die Krönung brachte Oliver Cromwell auch in Schottland auf den Plan: 1650/51 schlug er mit seinen Elitetruppen, den Ironsides, die Schotten zunächst bei Dunbar und dann später nochmals bei Worcester in England. Karl musste nach Frankreich fliehen. Schottland wurde danach von Cromwell besetzt.
Bis 1654 erstickte sein General Monk auch den letzten royalistischen Widerstand im Hochland. Doch 1660 sorgte das von Monk neu einberufene Parlament für die Restauration der Monarchie, indem es Karl II. einlud, nun auch den englischen Thron zu besteigen. Sein Nachfolger Jakob II. traf wegen seines katholischen Glaubens auf Widerstand. Nach der Einsetzung Wilhelms von Oranien kam es in den schottischen Highlands zu einer Reihe von Aufständen der Jakobiten, der Anhänger Jakobs und der Stuartdynastie.

### Irland
Unter König Karl I. besserte sich die wirtschaftliche Lage und der 1632 zum Lord Deputy in Irland ernannte Thomas Wentworth kam den Katholiken entgegen. Als Karl I. ihn 1641 auf Druck des Parlaments hinrichten ließ, erhoben sich die gälischstämmigen Iren in Ulster und töteten mehrere tausend englische Siedler. Im Bürgerkrieg ergriffen die Iren Partei für die Royalisten. Gälische Iren, „Alt-Engländer“ und royalistische englische Siedler gründeten 1642 die Confederation of Kilkenny, die ein katholisches, königstreues Irland anstrebte. Ihren Truppen gelang die Eroberung eines großen Teils der irischen Insel, doch wurden Ulster und Dublin von parlamentstreuen Engländern gehalten. Die in Irland angesiedelten, presbyterianischen Schotten schlossen sich 1648 der Confederation of Kilkenny an. Nach dem Sieg in England unternahm Oliver Cromwell eine Strafexpedition gegen das aufständische Irland, die 1652 abgeschlossen wurde.
Zahlreiche gefangen genommene Aufständische wurden als Sklaven in die Karibik verschifft (eines der selteneren Beispiele für den Export christlicher Sklaven), während ein erheblicher Teil der gälischstämmigen Grundbesitzer zugunsten von republikanischen Soldaten enteignet wurde. So siedelten mehrere Zehntausend parlamentarische Veteranen vor allem in Ulster. Cromwell ordnete an, dass sich die gälischen Iren nur noch westlich des Flusses Shannon ansiedeln durften.
Karl II. sympathisierte zwar mit dem katholischen Glauben, erließ aber England bevorzugende Handelsgesetze, so dass Irland seinen Außenhandel weitgehend über England abwickeln musste. Wilhelm von Oranien erließ im Kampf gegen die Jakobiten 1695 Gesetze, die zu einer weiteren Konzentration des Grundbesitzes bei protestantischen Engländern, Schotten und katholischen „Alt-Engländern“ führten.

## Die Union
Nach dem Tod Wilhelms von Oranien übernahm dessen Schwägerin Anne (1702–1714) wieder die Herrschaft in Personalunion. Daraufhin wurde Schottland 1706 eine vollständige politische Union mit England angeboten. Die Angst vor schlechteren Bedingungen im Fall der Weigerung führte zur Annahme des Angebots durch das schottische Parlament. England und Schottland wurden gemäß dem Act of Union 1707 zum Königreich Großbritannien vereinigt. Anne wurde erste „britische“ Königin, das Parlament Englands wurde in das Parlament Großbritanniens umgewandelt und um 45 schottische Abgeordnete erweitert. An der Grenze zwischen den beiden Staaten wurden keine Zölle mehr erhoben. Allerdings wurde das englische Recht nicht auf Schottland übertragen und einige schottische Institutionen nicht mit ihrem englischen Gegenstück fusioniert; dazu zählen die Bank of Scotland und die Church of Scotland.

### Königreich Großbritannien(1707–1800)

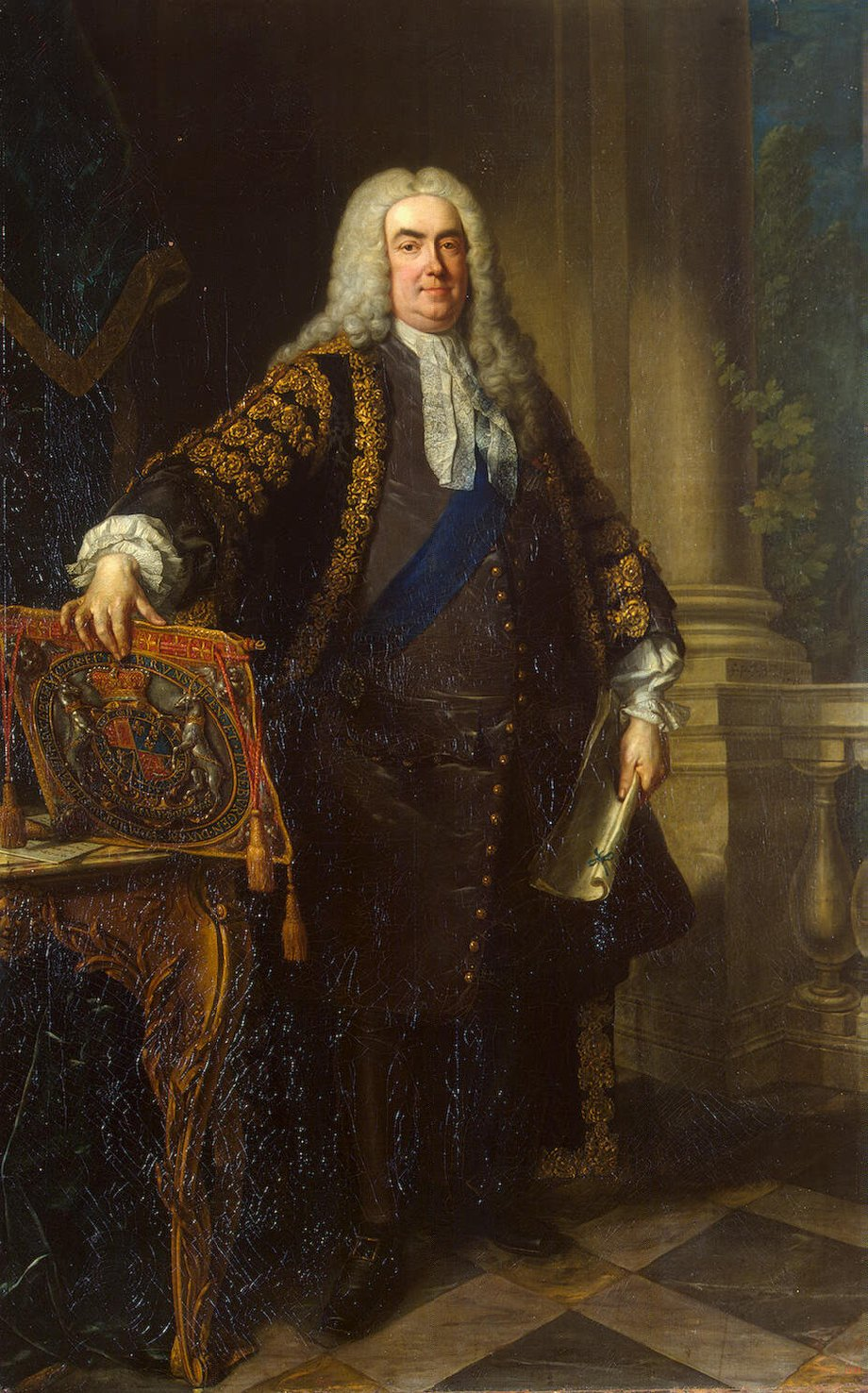
Robert Walpole

Königin Anne (1702–1714) wurde bald in den Spanischen Erbfolgekrieg verwickelt, der nach dem Wahlsieg der Tories dann 1713 beendet wurde. Durch den Act of Settlement war 1701 die protestantische Thronfolge festgelegt worden, so dass nach Annes Tod die Krone an Georg I. aus dem Haus Hannover (Welfen) fiel. Robert Walpole, der erste leitende Premierminister, trat 1742 während der Regierungszeit Georgs II. (1727–1760) zurück. Großbritannien griff unter dem Premierminister William Pitt, dem Älteren in den Siebenjährigen Krieg (1756–1763) ein. Es gewann darin die französischen Kolonien in Nordamerika.
Doch dies erwies sich bald als Verlust. Als Georg III. (1760–1820) die hohen Kriegskosten Steuererhöhungen in den Überseekolonien auszugleichen suchte, kam es zum Aufstand der nordamerikanischen Kolonien im Amerikanischen Unabhängigkeitskrieg (1775–1783). Nach dessen Ende wurde William Pitt der Jüngere im Alter von nur 24 Jahren Premierminister.
Für die Stellung Großbritanniens in Europa erwies sich der Verlust der amerikanischen Kolonien freilich als Vorteil. Während der Kontinent von der Französischen Revolution in Atem gehalten wurde, ging in Großbritannien die Industrielle Revolution voran. In der Auseinandersetzung mit Napoleon Bonaparte behielten die Briten in der Schlacht von Trafalgar 1805 die Oberhand. Die Kontinentalsperre ab 1806 vertrug Großbritannien besser als der Kontinent. Der Verlust der amerikanischen Siedlungskolonien war wegen der Einführung des Freihandels weniger problematisch als befürchtet. Die industrielle Entwicklung brachte Exportmöglichkeiten, die die Verdienste aus dem Sklavenhandel bald überstiegen, so dass man ihn 1807 verbieten konnte. Während Napoleon 1812 seine Kräfte in der Auseinandersetzung mit Russland überforderte, hielt sich Großbritannien nach seinem Erfolg im Britisch-Amerikanischen Krieg (ebenfalls 1812) weise zurück und konnte so entscheidend in die Befreiungskriege auf dem Kontinent (1813–1815) eingreifen.

### Ereignisse in Irland
Beeindruckt durch den Amerikanischen Unabhängigkeitskrieg forderten die Iren mehr Rechte. Mit Erfolg: Irland erhielt das Recht auf Freihandel und ein eigenes Parlament. Die Ereignisse der Französischen Revolution radikalisierten die Iren. Die „Gesellschaft der vereinigten Iren“ (Society of the United Irishmen), die sich aus Angehörigen aller Religionsgemeinschaften zusammensetzte, forderte ein Ende der britischen Besatzung. Ihr Anführer Theobald Wolfe Tone forderte die Abschaffung von Gesetzen, mit denen die katholische Mehrheit offen benachteiligt wurde. 1797 kam es zu einem weiteren großen Aufstand in Irland. Napoleon unterstützte die Iren durch eine Flotte, doch auch diese wurde bald geschlagen.

### Vereinigtes Königreich von Großbritannien und Irland

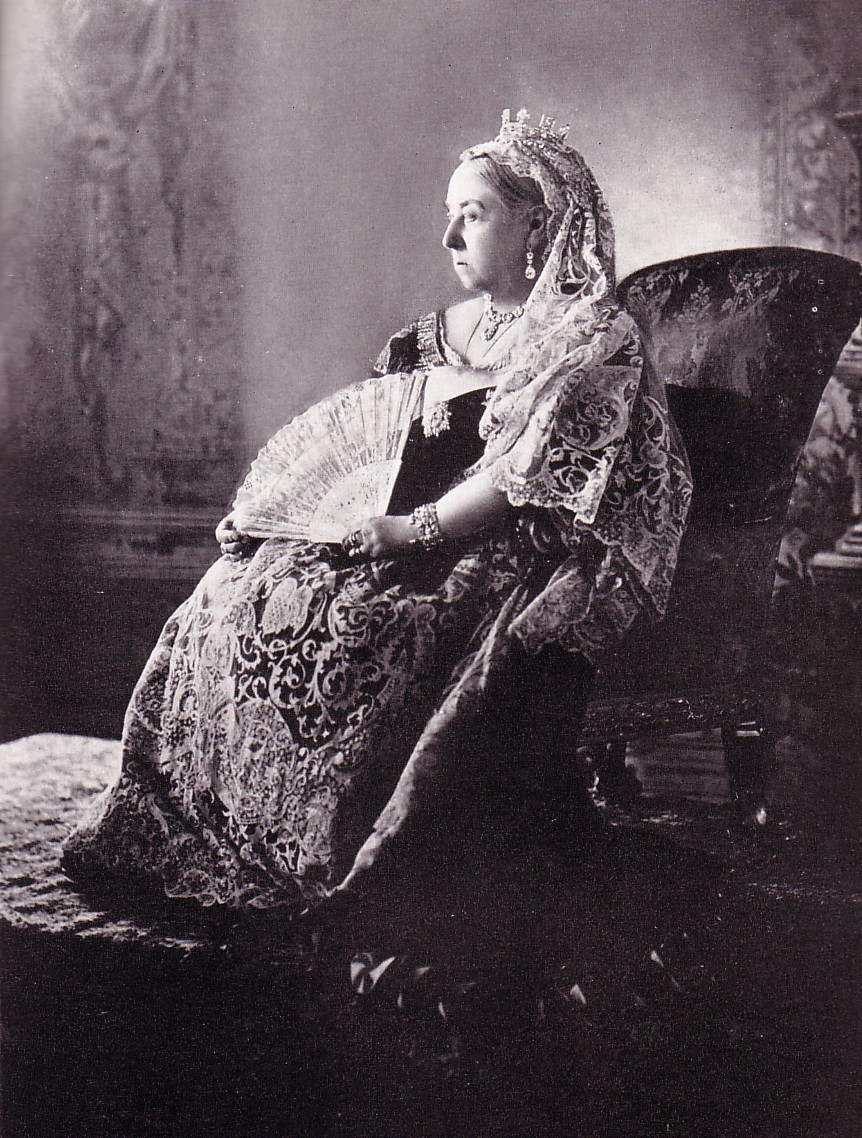
Königin Victoria

In der Folge beschloss die Regierung unter William Pitt dem Jüngeren, die formelle Unabhängigkeit Irlands endgültig zu beenden. So wurde Irland mit dem Act of Union 1800 dem Königreich Großbritannien angeschlossen. Die rechtliche Einheit von Großbritannien und Irland wurde am 1. Januar 1801 vollzogen. Es entstand das Vereinigte Königreich Großbritannien und Irland. Irland entsandte rund 100 Abgeordnete in das House of Commons und 28 Peers in das House of Lords.
Die Außenhandelsprobleme aufgrund der Kontinentalsperre und die mangelnde soziale Absicherung der Arbeiterschaft führten zu Aufständen der Maschinenstürmer (Ludditen). Im Zuge der Auseinandersetzungen kam es 1819 zum Peterloo-Massaker.

#### Soziale Reformen
Doch unter Georg IV. (1820–1830) wurden 1842 Gewerkschaften (Trade Unions) wieder zugelassen, was zu einer reformorientierten Entwicklung auf Seiten der Arbeiterbewegung wie von Seiten der Regierung führte. Unter Wilhelm IV. (1830–1837), der Reformen aufgeschlossen gegenüberstand, wurde 1832 eine Unterhausreform (Umverteilung von Wahlkreisen aus dem Süden (rotten boroughs) zu den dicht bevölkerten Industriestädten des Nordens) und 1833 ein Fabrikgesetz zur Beschränkung der Kinderarbeitszeit eingeführt. Weitere Reformgesetze folgten (u. a. Armengesetz 1834) und wurden unter Königin Victoria mit der Einführung des 10-Stunden-Tages und der Zentralisierung des Gesundheitswesens 1848 fortgesetzt.
1838 kam es zur Abfassung der People’s Charter und der Gründung der Chartisten-Bewegung, die gleiches Wahlrecht für alle Männer und andere politische Forderungen erhob. Zwar setzten sie ihre Forderungen nicht direkt durch, doch wurde langfristig vieles in ihrem Sinne verändert. So wurden z. B. ab 1851 überregionale Berufsgenossenschaften gebildet. 1846 schaffte das Kabinett Robert Peel die Getreidezölle entsprechend den Wünschen der Arbeiter wie der Industriellen ab und entschied sich damit für Freihandel. Daraufhin spaltete sich ein Flügel der Tory-Partei unter Benjamin Disraeli ab, der die Interessen der Großgrundbesitzer vertrat.
Ab 1830 begann eine verstärkte Auswanderung in die Kolonien (besonders in die Kapkolonie (Südafrika), Kanada, Australien und Neuseeland). Deshalb erhielten die weißen Siedlungskolonien 1865 Selbstverwaltungsrechte. In der Zeit von 1846 bis 1851 kam es in Irland aufgrund schlechter Kartoffelernten zur Großen Hungersnot, welche durch die damals herrschende wirtschaftspolitische Orthodoxie des laissez-faire noch verschärft wurde. In dieser Zeit verhungerten etwa 1 Million Menschen und etwa 2 Millionen wanderten aus.
1865/67 kam es in Irland zu Aufständen, die vom Bund der Fenier angeführt wurden. 1867 führte Disraeli die zweite Wahlrechtsreform durch, die zwar die Zahl der Wähler von 1,4 auf 2,5 Mill. erhöhte, aber den Arbeitern auf dem Lande weiterhin das Wahlrecht vorenthielt. 1869 wurde für Irland die Anglikanische Kirche als Staatskirche abgeschafft und die Irish Parliamentary Party von Charles Stewart Parnell, die für ein selbst verwaltetes Irland innerhalb des Vereinigten Königreiches (Home Rule) eintrat, erreichte im Unterhaus von den 1870er Jahren an etwa 60 Sitze.

#### Eintritt in die Phase des Imperialismus

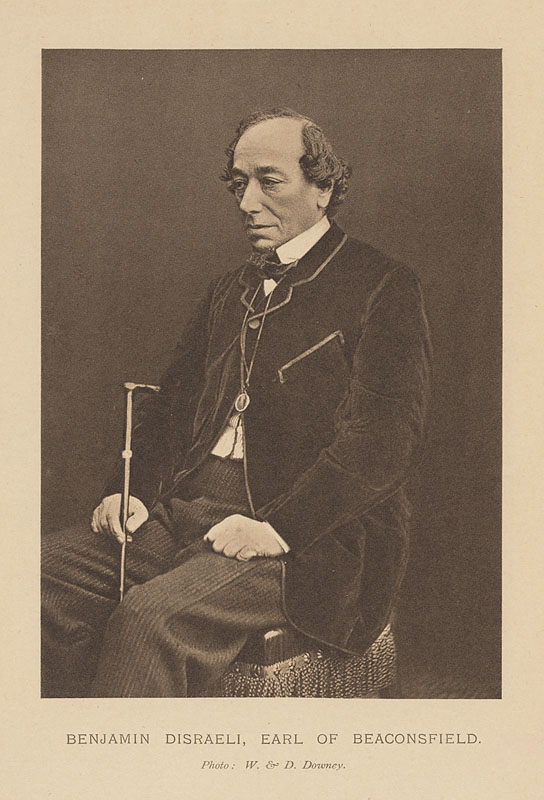
Benjamin Disraeli

Der Einstieg Großbritanniens in dieses neue imperialistische Zeitalter lässt sich auf das Jahr 1875 festlegen. Damals kaufte die konservative Regierung Disraeli für 4 Mill. Pfund die Aktienanteile des ägyptischen Herrschers Ismail an der Sueskanal-Gesellschaft auf, um diesen strategisch wichtigen Handelsweg nach Indien zu sichern. Die gemeinsame britisch-französische Finanzkontrolle über Ägypten wurde mit der formellen Besetzung durch Großbritannien im Jahre 1882 beendet.
Die Angst vor der südlichen Expansion Russlands war ein weiterer Faktor der britischen Politik. 1878 wurde die Insel Zypern besetzt, als Reaktion auf eine russische Attacke auf das Osmanische Reich und den Krimkrieg von 1854 bis 1856. Auch Afghanistan wurde zeitweise besetzt, um dort den russischen Einfluss zurückzudrängen. Großbritannien führte in Afghanistan drei blutige und erfolglose Kriege gegen Aufständische und heilige Krieger. Der erste britisch-afghanische Krieg endete mit einer der verheerendsten Niederlagen des viktorianischen Zeitalters, als die britische Armee 1842 beim Abzug aus Kabul durch paschtunische Stämme, die mit russischen Waffen ausgerüstet waren, fast vollständig ausgelöscht wurde. Der zweite britisch-afghanische Krieg führte 1880 zu einer verheerenden Niederlage bei Maiwand, der Belagerung Kabuls durch die Afghanen und dem britischen Rückzug nach Indien. Im dritten britisch-afghanischen Krieg von 1919 wurden die Briten endgültig vertrieben. Das Great Game um die Vorherrschaft in Zentralasien endete mit einer blutigen, erfolglosen und völlig unnötigen britischen Invasion in Tibet in den Jahren 1903 und 1904.
Zur selben Zeit kamen mächtige Interessengruppen aus Wirtschaft und Politik zur Ansicht, dass die Bildung eines „formellen“ Imperiums nötig sei, um den Bedeutungsverlust in den Weltmärkten aufzuhalten. Vor allem Joseph Chamberlain setzte sich vehement dafür ein. Während der 1890er wurde der neue Imperialismus zur Leitidee der britischen Politik. Großbritannien übernahm bald darauf die Vorreiterrolle in der Aufteilung Afrikas. Der neue Imperialismus entstand also nicht aus einer Position der Stärke heraus, sondern war vielmehr eine Folge der Angst vor dem wirtschaftlichen Bedeutungsverlust.

#### Auf dem Weg zu Labour Party, Home Rule und der Beschränkung der Rechte des Oberhauses

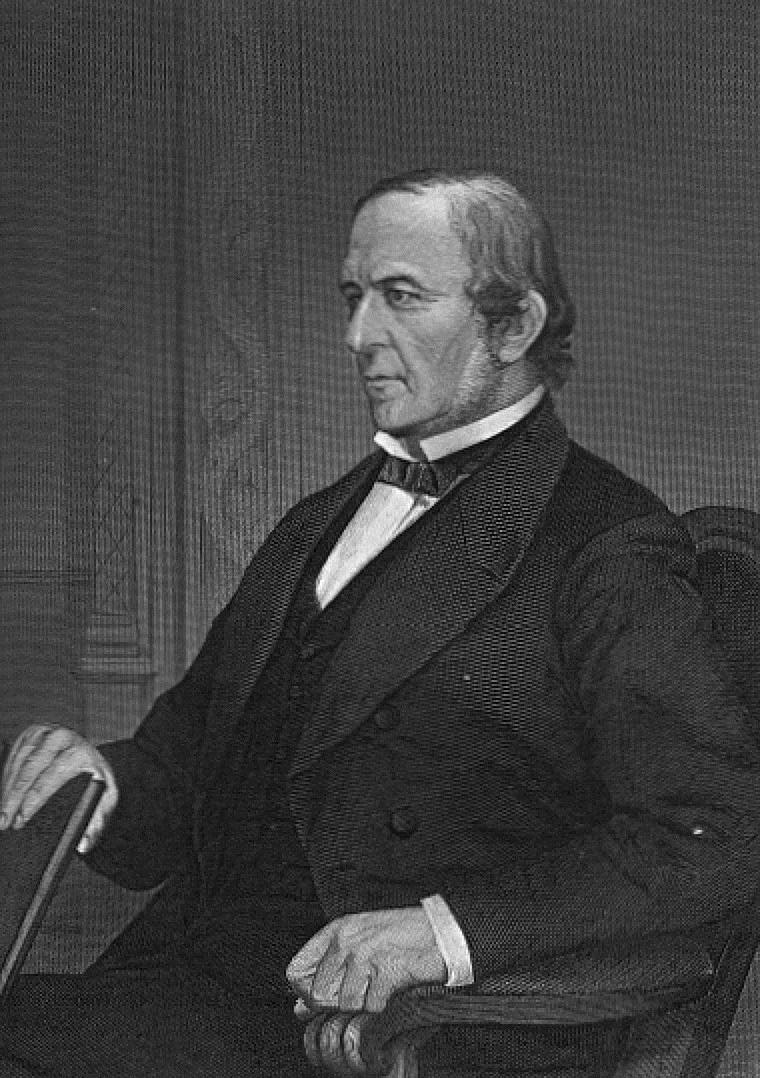
William Ewart Gladstone

1884 wird das dritte Wahlrechtsänderungsgesetz beschlossen, nach dem in jedem Wahlkreis nur noch ein Parlamentssitz vergeben wurde. William Ewart Gladstone, als Führer der Liberalen Partei Disraelis Gegenspieler, setzte sich energisch für Home Rule, eine Autonomie Irlands, ein. Darüber kam es 1886 zur Spaltung der Liberalen Partei, Anführer der unionistischen Fraktion war Joseph Chamberlain.
Die 1883 gebildete Fabian Society schloss sich mit der 1893 gegründeten Independent Labour Party zusammen. Das Bündnis nannte sich ab 1906 Labour Party.
Premierminister nach Gladstone:

Earl of Rosebery | Marquess of Salisbury | Arthur Balfour | Henry Campbell-Bannerman | Herbert Henry Asquith | David Lloyd George
1901 folgte Eduard VII. seiner Mutter Viktoria auf dem Thron. Er mischte sich nicht in die Regierungsgeschäfte ein.
1902 gab Großbritannien seine Bündnisfreiheit, splendid isolation auf und schloss mit Japan ein Flottenbündnis, 1904 dann die entente cordiale mit Frankreich.
1910 folgte Georg V. seinem Vater Eduard nach. Die Rechte des Oberhauses wurden 1911 eingeschränkt (Parliament Act). Nachdem es mehrmals den Home-Rule-Vorlagen des Unterhauses widersprochen hatte, entschied dieses, dass solch ein Widerspruch nur noch aufschiebende Wirkung haben könne. 1914, im Jahr des Eintritts in den Weltkrieg, wurde dann das Home-Rule-Gesetz beschlossen.

### Erster Weltkrieg und irische Unabhängigkeit
Der Kriegseintritt fand die Zustimmung aller Parteien mit Ausnahme einer Gruppe der Labour Party um Ramsay MacDonald. So wurde 1915 eine Allparteienregierung gebildet. An ihrer Spitze stand David Lloyd George, der durch Einschluss der Konservativen eine breite Koalitionsregierung erreichen wollte. Doch die Anhänger Asquiths gingen in die Opposition, sodass die Liberale Partei gespalten wurde. In den Folgejahren erlangte Lloyd George eine fast diktatorische Stellung im Kabinett und verfolgte eine Kriegspolitik, die auf eine vollständige Niederlage des Deutschen Reichs abzielte. Ostern 1916 kam es zu einem Aufstand in Irland, der zwar niedergeschlagen wurde, aber einen mehrjährigen Guerillakrieg zur Folge hatte. Sinn Féin, obwohl selbst nur unwesentlich am Aufstand beteiligt, wurde zum Sammelbecken der Unabhängigkeitsbewegung. Bei den Unterhauswahlen von 1918 gewann Sinn Féin 80 % der irischen Mandate und bildete aus diesen Abgeordneten das First Dáil, das erste irische Parlament seit 1801. Éamon de Valera wurde zum Präsidenten der Republik Irland gewählt, und der Aufbau einer parallelen Regierungs- und Verwaltungsstruktur begann. Die britische Regierung erklärte das Dail unverzüglich für illegal. Der folgende Anglo-Irische Krieg (1919–1921) führte 1921 zum Anglo-Irischen Vertrag, der für 26 der 32 Irischen Counties die Unabhängigkeit von Großbritannien garantierte. Aus den Provinzen Munster, Leinster, und Connaught, sowie drei der neun Counties von Ulster wurde der Irische Freistaat (engl. Irish Free State) gebildet. Die sechs nördlichen Counties von Ulster bilden Nordirland und blieben Teil des Vereinigten Königreichs Großbritannien und Nordirland.
Die verfassungsrechtlichen Bindungen Irlands zu Großbritannien wurden nach und nach aufgelöst, bis dann 1949 die Republik Irland gegründet wurde. Nordirland blieb Teil des Vereinigten Königreichs und der offizielle Name änderte sich in „Vereinigtes Königreich von Großbritannien und Nordirland“.

### Zwischenkriegszeit
1924 bildete die Labour Party unter Ramsay MacDonald mit einem Minderheitskabinett die Regierung, doch noch im selben Jahr übernahmen nach Neuwahlen mit Stanley Baldwin wieder die Konservativen das Amt des Premiers. Die Liberalen wurden bei dieser Wahl so geschwächt, dass sie bis heute keinen Premierminister mehr gestellt haben. 1926 weitete sich der Streik der Bergarbeiter zum Generalstreik aus, doch brach er bald zusammen, was zu einer Schwächung der Gewerkschaften führte.
Mit der Festlegung von Dominions wurde das Ende des British Empire eingeleitet. Die Frauen erhielten das Wahlrecht ab 21 Jahren.
1929 wurde die Labour Party erstmals stärkste Partei, doch musste sie bald ihre Minderheitsregierung zugunsten einer Allparteienregierung aufgeben. Der Widerstand von Parlamentariern führte zu Parteispaltungstendenzen. Das Statut von Westminster vom 11. Dezember 1931 bestätigte den 1926 festgelegten Dominionstatus. Ab 1933 gab es einen Konjunkturaufschwung insbesondere im Bereich der Kfz- und der Elektroindustrie, doch die Arbeitslosigkeit blieb hoch. Deshalb war die Regierung an einer Beschränkung der Rüstungskosten interessiert und ließ sich daher 1935 auf ein britisch-deutsches Flottenabkommen ein, bei dem das Verhältnis der Flotten auf 35: 100 (D : GB) festgelegt wurde.
Das Ansehen der Monarchie wurde beeinträchtigt, als Eduard VIII. darauf bestand, eine bereits zweimal geschiedene Amerikanerin zu heiraten. 1936 wurde er zur Abdankung gezwungen.
Im Spanischen Bürgerkrieg 1936 bis 1939 vertrat Großbritannien eine strikte Politik der Nichteinmischung, die sich im Nichteinmischungsabkommen vom August 1936 manifestierte. Darin wurde die militärische Unterstützung beider Bürgerkriegsparteien verboten. Das Abkommen wurde jedoch von Beginn an konsequent durch die faschistischen Mächte Italien und Deutschland unterlaufen, so dass es in erster Linie den Aufständischen nutze und der Republik schadete.
Um das 1935 verbesserte Verhältnis zu Deutschland nicht zu gefährden, billigte Großbritannien 1936 den deutschen Einmarsch in das entmilitarisierte Rheinland, obwohl das dem Vertrag von Versailles widersprach und akzeptierte 1938 den Anschluss Österreichs an Deutschland. Im Zuge seiner Appeasement-Politik machte sich Neville Chamberlain sogar für die Annahme des Münchner Abkommens von 1938 stark, das die Tschechoslowakei zur Abtretung des Sudetenlandes an Deutschland verpflichtete. Erst als Hitler entgegen seinen Versprechungen im März 1939 in Prag einmarschierte, sagte das Vereinigte Königreich Polen, Griechenland und Rumänien für den Fall einer deutschen Invasion militärische Unterstützung zu. Im April 1939 wurde deshalb auch die allgemeine Wehrpflicht wieder eingeführt.

### Zweiter Weltkrieg

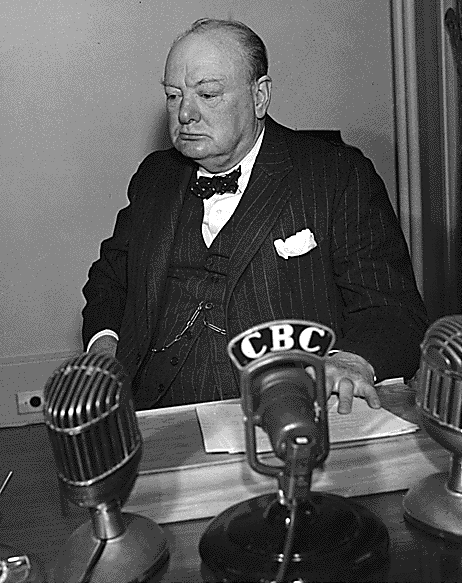
Churchill 1944

Auf den deutschen Einmarsch in Polen hin erklärten das Vereinigte Königreich und Frankreich Deutschland den Krieg. Doch die militärischen Vorbereitungen waren noch nicht weit gediehen, so dass es rasch zu militärischen Rückschlägen kam (Dunkerque). Auch die britischen Invasionspläne in Skandinavien wurden durch den deutschen Einmarsch in Dänemark und Norwegen durchkreuzt.
Im Mai 1940 wurde Winston Churchill, der seit 1939 Kabinettsmitglied war und schon lange vor der Appeasement-Politik gewarnt hatte, Premierminister. Doch erlitt auch er weitere Rückschläge. Frankreich kapitulierte im Juni 1940 und das Vereinigte Königreich war damit isoliert. Doch mobilisierte Churchill alle Kräfte des Landes für den Krieg, so dass eine geplante deutsche Invasion in Großbritannien durch einen erfolgreichen Luftkrieg verhindert werden konnte. Zwar wurden bei deutschen Luftangriffen Coventry, große Teile Londons und anderer Städte zerstört und über 32.000 Zivilisten getötet, doch Hitler musste die Invasion aufgeben. Die Situation entspannte sich etwas, als Anfang 1941 die Vereinigten Staaten Großbritannien mit Kriegsmaterial unterstützten (Leih- und Pachtgesetz vom 11. März 1941). Ebenfalls 1941 wurde eine Dienstpflicht für Frauen von 20 bis 30 Jahren eingeführt, die 1942 bis auf 18 bis 50 Jahre ausgeweitet wurde.
Nach dem japanischen Angriff auf Pearl Harbor im Dezember 1941 wurden große Teile des britischen Empire in Südostasien von den Japanern besetzt, und Churchills Position geriet ins Schwanken, doch festigte sie sich wieder mit der Besserung der militärischen Lage im Herbst 1942. Am 1. Dezember 1942 legte Lord William Henry Beveridge einen Bericht zur Einführung des Wohlfahrtsstaates vor.
Von Ende 1942 ab stellten sich militärische Erfolge ein, zum einen im Nordafrikafeldzug unter Führung des Generals Bernard Montgomery, zum anderen bei der Invasion Siziliens und Italiens 1943, schließlich bei der Invasion in Frankreich 1944 und der endgültigen Niederwerfung Deutschlands 1945.

## Nachkriegszeit (1945–1951)
Nach dem Zweiten Weltkrieg wurde das Vereinigte Königreich zur Großmacht zweiter Ordnung und verlor nach und nach sein Empire und dann auch seine Vormachtstellung im Commonwealth of Nations.
Trotz des militärischen Sieges wurden die Konservativen 1945 abgewählt und
Clement Attlee wurde Premier. Er begann einige Verstaatlichungen (Zivilluftfahrt-Gesellschaft, Bank of England, Kohlebergbau, Transportwesen, Gas- und Stromversorgung und – besonders umstritten – Eisen- und Stahlindustrie) und führte 1946 eine umfassende Sozialversicherungsgesetzgebung und den staatlichen Gesundheitsdienst (National Health Service) ein.
1947 schied Indien aus dem Empire aus und das Vereinigte Königreich trat auf Drängen der USA dem GATT bei. Ab 1948 erhielt es dann Hilfe aus dem Marshallplan. Im selben Jahr gab es die Verwaltung des Mandatsgebietes Palästina ab und gab Ceylon und Birma, heute Myanmar, die Unabhängigkeit. Ebenfalls 1948 wurde das Prinzip one man one vote eingeführt und das Doppelwahlrecht für Eigentümer und Akademiker abgeschafft.

### Konservative Regierungen (1951–1964)
Als die Konservativen mit Winston Churchill wieder den Premier stellten, ließen sie die Sozialgesetzgebung unangetastet und nahmen nur die Verstaatlichung der Eisen- und Stahlindustrie zurück. Es folgten Jahre wirtschaftlichen Aufschwungs mit hohen Wachstumsraten im Wohnungsbau. Die Krönungsfeierlichkeiten für Elisabeth II. 1953 standen für die Überwindung der Einschränkungen der Nachkriegszeit, die auf der Insel etwa bei der Lebensmittelrationierung länger angedauert hatten als im Krieg unterlegenen (West-)Deutschland.
Premier Anthony Eden (1897–1977) ließ sich im Herbst 1956 zusammen mit Frankreich wie in alten Zeiten des Empire auf das Abenteuer einer Besetzung des Sueskanalgeländes ein, doch zeigte sich, dass keine Politik mehr gegen den gemeinsamen Druck von Sowjetunion und USA möglich war. So kam es am 9. Januar 1957 zu Edens Rücktritt. Sein Nachfolger Harold Macmillan (1894–1986) führte das Vereinigte Königreich 1960 in die EFTA und entließ eine ganze Reihe von Kolonien in die Unabhängigkeit (Ghana, Nigeria, Somalia, Tansania, Sierra Leone, Uganda, Kenia, Malaysia, Zypern und Jamaika). 1961 stellte er einen Beitrittsantrag zur EG (heute EU), der 1963 aufgrund eines Vetos Charles de Gaulles scheiterte. MacMillans Nachfolger Alec Douglas-Home unterlag bei den Unterhauswahlen im Oktober 1964 knapp dem Führer der Labour Party Harold Wilson (1916–1995).

### Von der Inflation zum Winter of Discontent (1964–1979)
Wilson konnte eine Schwächephase des Pfund Sterling trotz internationaler Stützung durch die Nationalbanken 1967 letztlich nur durch Abwertung (14,3 %) beenden. Auch der Beitritt in die EG (heute EU) 1973 unter dem Konservativen Edward Heath befreite nicht aus dem Inflationsdruck. 1974 gab es zwei Parlamentswahlen (eine im Februar, eine im Oktober): das hung parliament nach den Britischen Unterhauswahlen am 28. Februar 1974 wählte Harold Wilson (1916–1995) zum Premierminister. Dieser subventionierte Grundnahrungsmittel, erließ einen Mietenstopp und senkte die Mehrwertsteuer ("VAT" = Value added tax) um zwei Prozentpunkte (Keynesianismus - Deficit spending). Wilson fand keine stabile parlamentarische Mehrheit; er rief im September Neuwahlen aus. Diese fanden am 10. Oktober 1974 statt; Wilson bekam eine sehr knappe Mehrheit der Unterhaussitze. Der Inflationsdruck wurde durch hohe Streikneigung der Gewerkschaften, besonders der Bergarbeiter 1974, noch erhöht.
Die auf Heath folgenden Labourregierungen von Wilson und James Callaghan konnten auch mit Preis- und Lohnkontrollen die Probleme nicht lösen. Außerdem stieg die Arbeitslosigkeit 1977 mit 1,3 Mill. auf ihren Höchststand seit 1939. Um die Wirtschaft anzukurbeln, wollte Callaghan den Anstieg der Löhne drosseln. Vier Jahre lang konnte er seine Vorstellungen durchsetzen, doch ein fünftes Mal wollten die britischen Gewerkschaften diese Maßnahme nicht akzeptieren. Nach einer langen Reihe von Streiks im Winter 1978/79 (bekannt als Winter of Discontent) wurde die Regelung rückgängig gemacht. Am 28. März 1979 verlor Callaghan ein Misstrauensvotum. Aus den anschließenden Neuwahlen am 3. Mai 1979 ging die Konservative Partei als Sieger hervor. Margaret Thatcher wurde Premierministerin (und sollte es bis 1990 bleiben).

### Die Ära Thatcher (1979–1990)

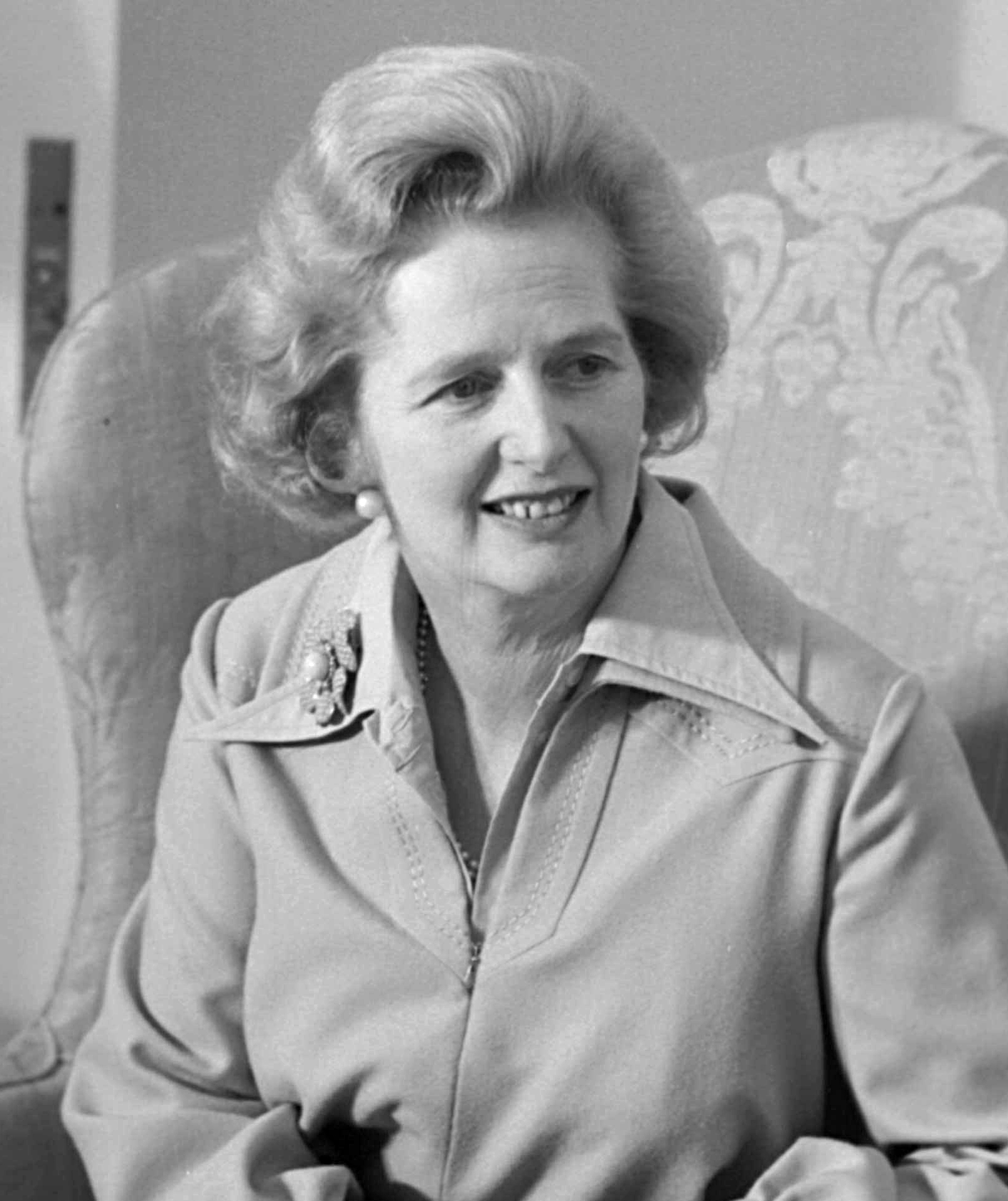
Margaret Thatcher

Margaret Thatcher, der erste weibliche Premier des Vereinigten Königreiches, orientierte sich in ihrer Wirtschaftspolitik an USA-Präsident Ronald Reagan mit einer sehr unternehmerfreundlichen Wirtschaftspolitik und bekämpfte konsequent die Macht der Gewerkschaften. Nach dem Sieg im Falklandkrieg 1982 hatte sie dann auch genügend Rückhalt im Parlament und in der Bevölkerung, um einen einjährigen Bergarbeiterstreik unter dem Führer Arthur Scargill am 3. März 1985 siegreich zu beenden und danach die Rechte der Gewerkschaften durch eine scharfe Gesetzgebung erheblich zu beschneiden. Im Jahre 1984 sorgte sie unter Verwendung des berühmten Ausspruches „What we are asking for is a very large amount of our own money back!“ (deutsch: „Was wir fordern, ist eine sehr große Menge unseres eigenen Geldes zurück!“) für die Schaffung des sogenannten Britenrabatts, welcher dem Vereinigten Königreich einen Rabatt auf Beitragszahlungen an die EU zusichert. Mit der Einführung eines neuen Kommunalsteuersystems, der poll tax, überbeanspruchte Thatcher aber auch die Loyalität ihrer Parteiangehörigen und musste am 22. November 1990 zurücktreten. Damit beendete sie nach elf Jahren die längste fortlaufende Regierungszeit eines Premierministers von Großbritannien seit den Napoleonischen Kriegen.
Ihr konservativer Nachfolger John Major blieb trotz solider Arbeit in ihrem Schatten, war zeitweise aufgrund Inflation und Arbeitslosigkeit der unbeliebteste Premier der Nachkriegszeit (14 % in Umfrageergebnissen) und erhielt aufgrund einer Reformentwicklung der Labour Party – unter Neil Kinnock, John Smith und Tony Blair – zu New Labour am 1. Mai 1997 eine schwere Wahlniederlage.

### New Labour (1997–2010)

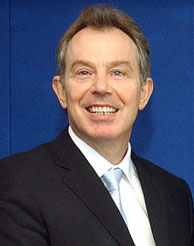
Tony Blair

Tony Blair führte zwar einerseits Arbeitsbeschaffungsprogramme und Mindestlöhne ein, doch betrieb er daneben auch industriefreundliche Deregulierung, so auch eine größere Unabhängigkeit der Bank of England. Populär machte er sich auch durch seine rasche Reaktion auf den Tod der beliebten Prinzessin Diana, der queen of hearts, besonders da die königliche Familie dem Volk befremdliche Zurückhaltung übte.
Erfolge waren auch seine Einführung von Regionalparlamenten in Schottland und Wales 1999 und das Nordirlandabkommen vom 10. April 1998. Dass dies kein dauerhafter Erfolg war, sondern am 11. Februar 2000 wieder die direkte Herrschaft der Londoner Regierung eingeführt werden musste, tat seiner Popularität allerdings weniger Abbruch als seine bedingungslose Zustimmung zum dritten Golfkrieg, der von US-Präsidenten George W. Bush als Anti-Terrorkrieg ausgerufen wurde. Denn die Bevölkerungsmehrheit war eindeutig gegen den Krieg eingestellt. Dennoch konnte er sich sowohl bei nationalen Wahlen wie auch gegen seine innenparteilichen Konkurrenten weiterhin durchsetzen. Bei den Unterhauswahlen 2005 erlangte Labour trotz erheblicher Verluste erneut die absolute Mehrheit und stellte damit weiterhin mit Tony Blair den Premierminister. 2007 kam es allerdings zum Wechsel an der Spitze von Labour, da Blair auf Grund des Irakkrieges außen- und innenpolitisch zunehmend unter Druck geriet, übergab er den Parteivorsitz an den bisherigen Schatzkanzler Gordon Brown, der ihm am 27. Juni auch als Premier nachfolgte.

### Sieg der Konservativen und EU-Referendum (ab 2010)

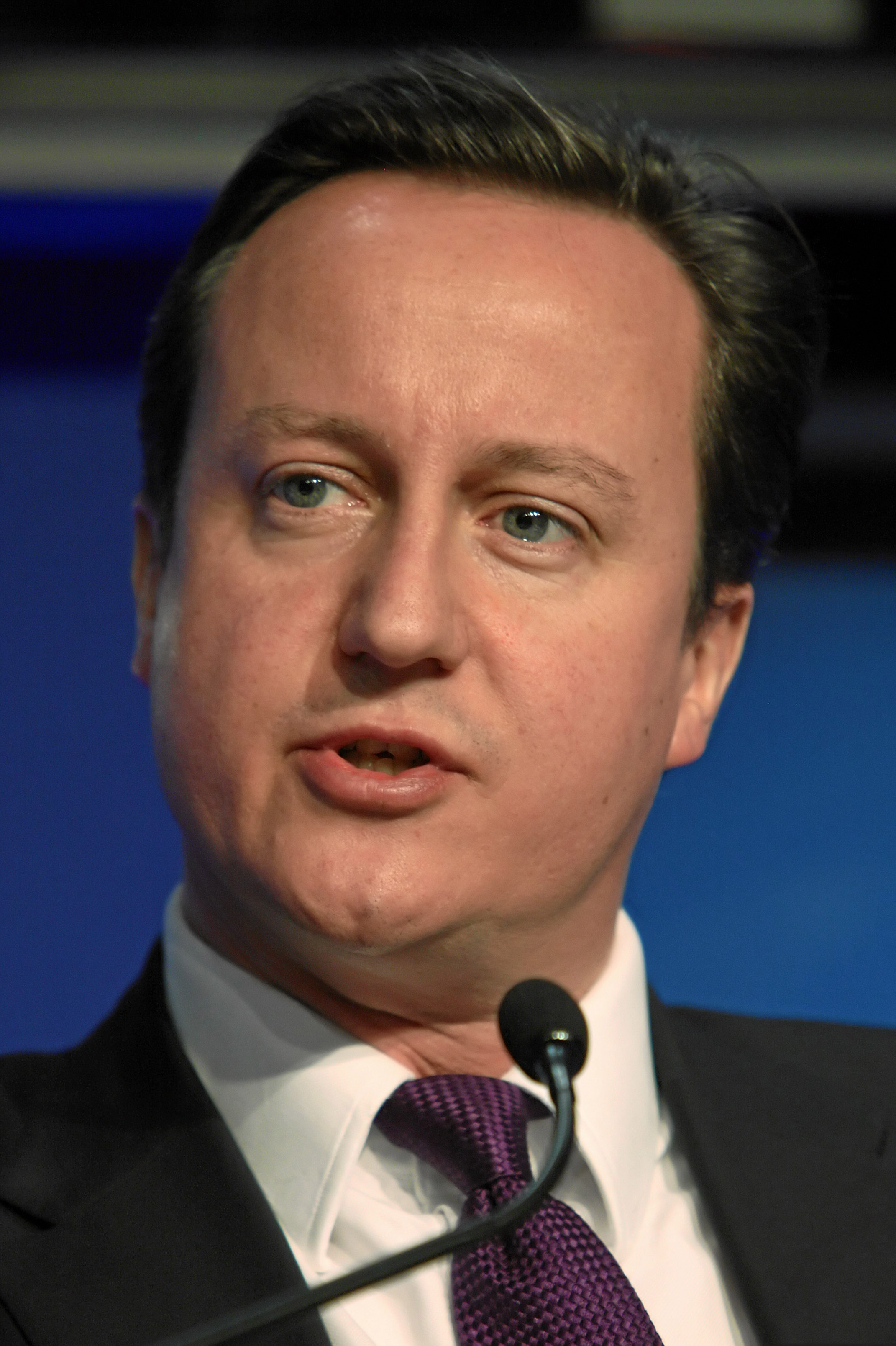
David Cameron

Nach den Unterhauswahlen 2010 verlor Labour die Mehrheit an die oppositionellen Tories, die allerdings keine absolute Mehrheit an Sitzen erreichen konnten. Daraufhin ging der Vorsitzende der Tories David Cameron eine für britische Verhältnisse ungewöhnliche Koalition mit den Liberaldemokraten unter Nick Clegg ein und wurde am 11. Mai 2010 schließlich neuer britischer Premierminister, Clegg Vizepremier.
Bei der Unterhauswahl am 7. Mai 2015 erreichten die Konservativen unter Führung von Cameron entgegen allen Prognosen und Meinungsumfragen vor der Wahl knapp die absolute Mehrheit der Parlamentssitze (bei einem Stimmenanteil von 36,9 %). Cameron konnte nach der Wahl eine nur aus Konservativen bestehende neue Regierung bilden.

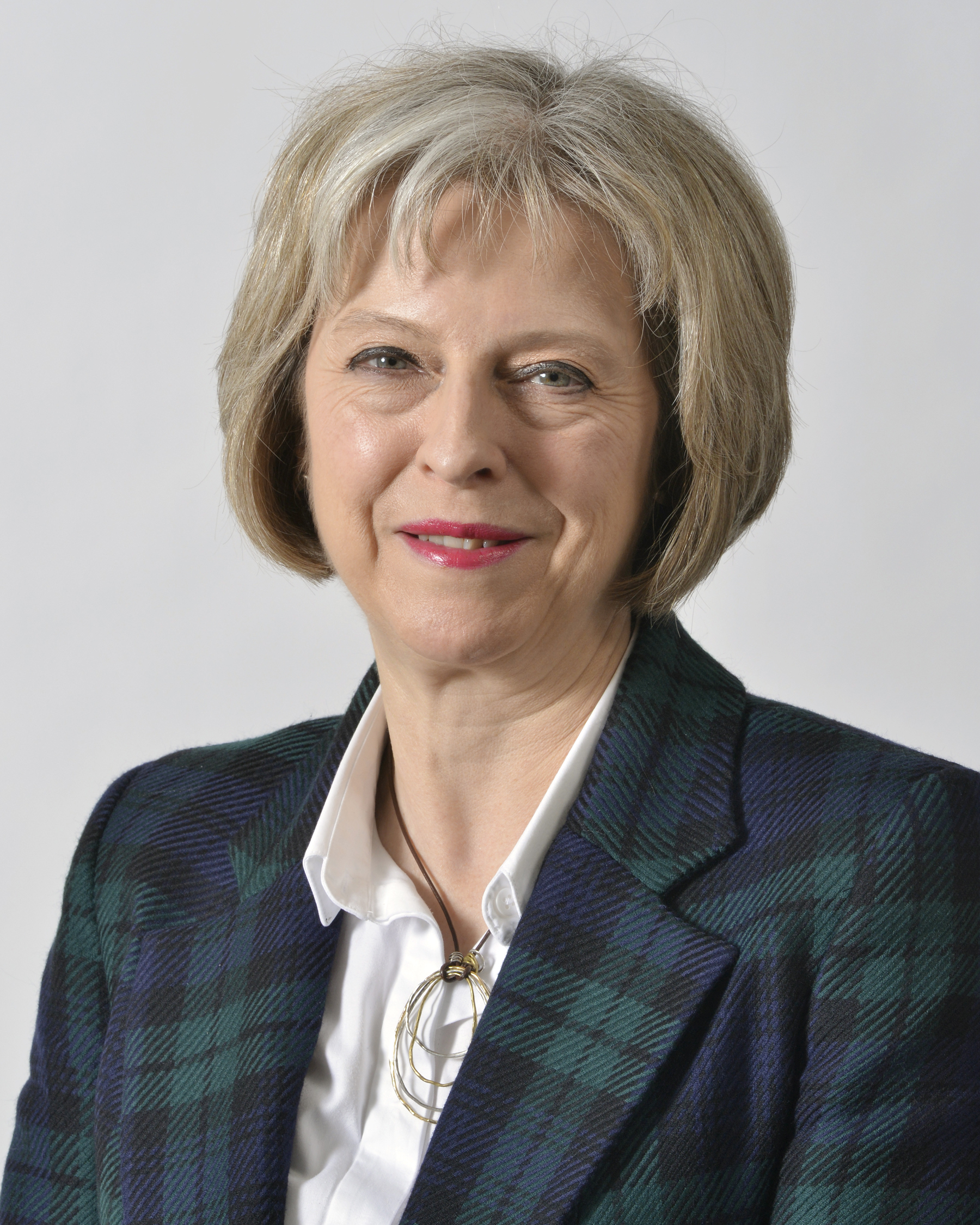
Ehemalige britische Premierministerin Theresa May

Über den weiteren Verbleib Schottlands im Vereinigten Königreich fand am 18. September 2014 ein Referendum statt, in dem die Zugehörigkeit zum Vereinigten Königreich bestätigt wurde.
In einem Referendum über den Verbleib des Vereinigten Königreichs in der Europäischen Union stimmten am 23. Juni 2016 51,9 Prozent der Abstimmenden für einen Austritt aus der Europäischen Union. David Cameron erklärte seinen Rücktritt bis Oktober. Schließlich übernahm bereits am 13. Juli seine Parteifreundin Theresa May die Regierungsgeschäfte mit ihrem ersten Kabinett.

## Neuzeitliche Staaten
- Königreich Schottland (bis 1707)
- Königreich Irland (1541–1801)
- Königreich Großbritannien (1707–1801)
- Verfassungsgeschichte des Vereinigten Königreichs
- Vereinigtes Königreich Großbritannien und Irland (1801–1927)
- Irland (seit dem 19. Jahrhundert)
- Vereinigtes Königreich Großbritannien und Nordirland (seit 1927)
- Politisches System des Vereinigten Königreichs